# Dream (youtuber)
Clay (Orlando, 12 de agosto de 1999), mais conhecido como Dream, é um youtuber americano notório principalmente por seu conteúdo relacionado ao jogo eletrônico Minecraft e speedruns desse mesmo jogo.
Começou sua carreira no YouTube em 2014, ficando famoso em 2019 e 2020 por seus vídeos de Minecraft, e é bem conhecido por sua série no YouTube Minecraft Manhunt. Em maio de 2021, seus sete canais no YouTube alcançaram coletivamente mais de 31.8 milhões de inscritos e mais de  bilhões de visualizações. O YouTube listou Dream como o criador de conteúdo do youtube revolucionário de 2020. No final de 2020, Dream foi acusado de trapaça após uma investigação do site de speedrun speedrun.com

## Vida Pessoal
Dream nunca revelou muito sobre sua vida pessoal, mas foi revelado que ele tem TDAH, que sua altura é 189 centímetros, que ele mora em Orlando e é agnóstico.

## Carreira

### YouTube
Dream criou sua conta no YouTube em 8 de fevereiro de 2014.
Em um vídeo de janeiro de 2020, Dream e outro Youtuber, GeorgeNotFound, conectaram uma placa Arduino a uma coleira elétrica que emitia um choque elétrico sempre que um jogador tomava dano no jogo Minecraft.
Em dezembro de 2020, no lugar de sua série anual YouTube Rewind, o YouTube lançou uma lista de seus vídeos e criadores de maior tendência. Na lista dos EUA, o YouTube classificou o vídeo "Minecraft Speedrunner VS 3 Hunters GRAND FINALE" do Dream como o número sete "Vídeo de maior tendência", e classificou Dream como o número dois "Principal criador" e número um "Breakout Creator". Uma transmissão ao vivo do Dream no YouTube em novembro de 2020 com cerca de 700 mil pessoas assistindo foi a sexta transmissão de jogos mais assistida de todos os tempos em janeiro de 2021. Um artigo do Polygon de dezembro de 2020 afirmou que "2020 foi um ano tremendo para o Dream", descrevendo-o como "o maior canal de jogos do momento no YouTube".

#### Minecraft Manhunt
A série mais conhecida e assistida de Dream é Minecraft Manhunt. No Minecraft Manhunt, um jogador - geralmente Dream - tenta terminar o jogo o mais rápido possível sem morrer, enquanto outro jogador ou equipe de jogadores (os "Hunters") tenta impedir esse jogador de vencer o jogo matando-os. Cada um dos caçadores possui uma bússola apontada para a localização do jogador e podem reaparecer sempre que morrerem. Os caçadores ganham o jogo se o jogador morrer antes de derrotar o Minecraft.
Em 26 de dezembro de 2019, o Dream carregou o primeiro vídeo desta série, intitulado "Derrotando o Minecraft, mas meu amigo tenta me parar". O Dream posteriormente repetiria esse estilo de vídeo em muitas ocasiões, aumentando o número de Hunters ao longo do tempo(No último vídeo dele . Muitos dos vídeos receberam dezenas de milhões de visualizações. Um de seus vídeos Manhunt ficou em sexto lugar nos vídeos mais populares do YouTube em 2020.
Nicolas Perez, escrevendo em Paste, descreveu o Minecraft Manhunt como "uma experiência que me deixa boquiaberto todas as vezes", afirmando que o formato do Minecraft Manhunt "parece garantir que os caçadores saiam por cima. Mas, na maioria das vezes, o Dream puxa apenas o suficiente de ases de sua manga para vencer os caçadores por pouco e, eventualmente, o jogo."

#### Dream SMP
O servidor Dream SMP é um servidor privado Survival Multiplayer de Minecraft com propriedade de Dream, iniciado em 25 de abril de 2020. É tocado por Dream e outros proeminentes criadores de conteúdo do Minecraft. O servidor é dividido em facções e inclui RPG com os principais eventos sendo vagamente roteirizados com antecedência, a maioria dos outros elementos sendo improvisação, realizada ao vivo no YouTube e Twitch. Cecilia D'Anastasio, escrevendo na Wired, descreveu o Dream SMP como uma forma de teatro ao vivo e como um " drama político Macchiavelliano ", com mais de 1 milhão de pessoas sintonizando as transmissões ao vivo durante janeiro de 2021.
Ao longo de 2020, Dream foi um participante de destaque no Minecraft Championship, uma competição mensal do Minecraft organizada pela Noxcrew. Em 2020, o Dream ficou em primeiro lugar no 8º e 11º Campeonato Minecraft. Em setembro de 2020, durante o 10º Campeonato Minecraft, ele jogou para a caridade, arrecadando cerca de $ 3.400.

### Acusações de trapaça nas suas Speedruns deMinecraft
No início de outubro de 2020, o Dream transmitiu ao vivo um speedrun do Minecraft na categoria "1.16+" e enviou seu tempo para Speedrun.com. Ele foi premiado com o 5º lugar para o recorde.
Em 11 de dezembro de 2020, após uma investigação de dois meses, a equipe de verificação do Minecraft do Speedrun.com removeu sua execução dos painéis. A equipe publicou um vídeo de 14 minutos no YouTube e um relatório analisando seis transmissões ao vivo arquivadas de sessões de speedrunning do Dream na época do álbum; eles concluíram que o jogo havia sido modificado para tornar a chance de obter certos itens necessários para completá-lo maior do que o normal. O relatório descobriu que as chances de obter os itens legitimamente eram de 1 em 7,5 trilhões. Dream negou as acusações em um vídeo do YouTube e respondeu com um relatório encomendado por um estatístico anônimo, que ele alegou ser um astrofísico. Dot Esports disse que o relatório não o exonera e "no máximo" sugere que não é impossível que ele tenha sorte. A equipe de moderação manteve sua decisão. Em um tweet, Dream indicou que aceitaria sua decisão, sem admitir culpa.
Em maio de 2021, Dream admitiu que tinha um mod instalado no momento da speedrun que aumentava a possibilidade de conseguir alguns itens, o que implica em ter, de fato, trapaceado. No texto, que não está mais disponível, Dream afirma não ter lembrado de estar com a modificação ativa durante a speedrun e que ele costumava usar modificações do tipo apenas durante a gravação dos vídeos para que eles não ficassem muito longos pela demora em obter os itens necessários.

### Revelação de Rosto
Dream fez uma revelação de rosto em 2 de outubro de 2022, quando seu canal estava com 30 milhões de inscritos.

## Discografia
| Título                                      | Ano  | Posições do gráfico de pico | Posições do gráfico de pico | Posições do gráfico de pico | Álbum |
| Título                                      | Ano  | CAN                         | IRE                         | Reino Unido                 | Álbum |
| ------------------------------------------- | ---- | --------------------------- | --------------------------- | --------------------------- | ----- |
| Roadtrip (featuring PmBata)                 | 2021 | 87                          | 70                          | 75                          |       |
| Mask                                        | 2021 | -                           | -                           | -                           |       |
| Change my Clothes (featuring Alec Benjamin) | 2021 | -                           | -                           | -                           |       |

| Ano  | Prêmio         | Categoria | Resultado | Ref. |
| ---- | -------------- | --------- | --------- | ---- |
| 2020 | Streamy awards | Venceu    | [ 28 ]    |      |
| 2020 | Streamy awards | Indicado  | [ 28 ]    |      |